# Pellaea atropurpurea
Pellaea atropurpurea är en kantbräkenväxtart som först beskrevs av Carolus Linnaeus, och fick sitt nu gällande namn av Link. Pellaea atropurpurea ingår i släktet Pellaea och familjen Pteridaceae. Inga underarter finns listade.

## Bildgalleri

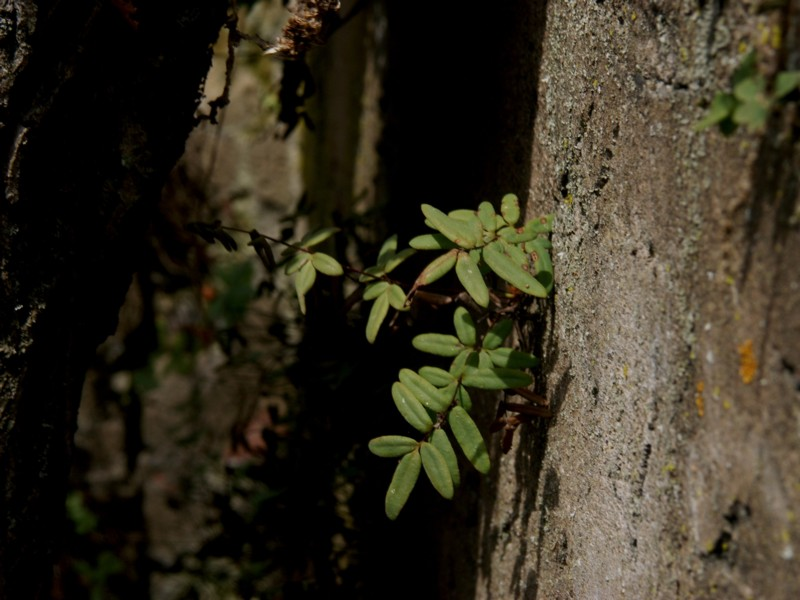
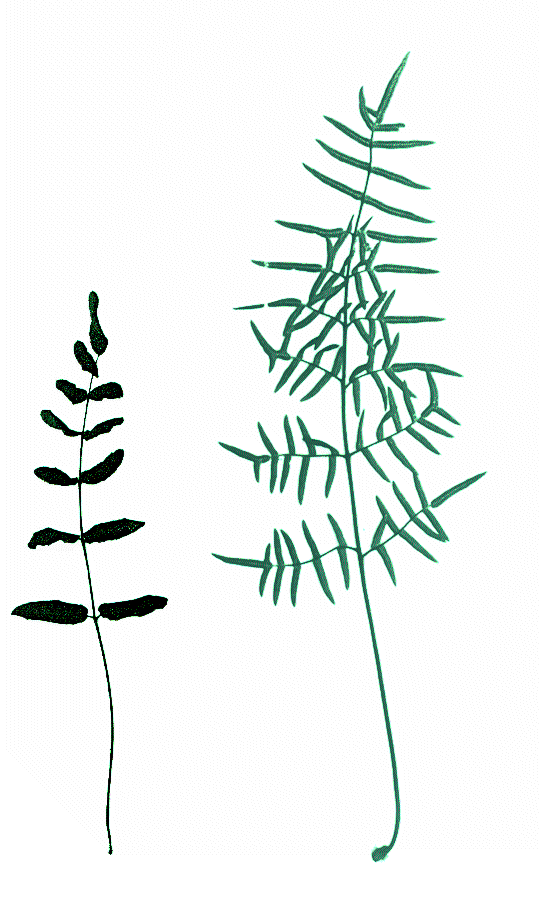